# Filip Burkhardt
Filip Burkhardt (* 23. März 1987 in Posen, Polen) ist ein polnischer Fußballspieler.

## Karriere
Burkhardt begann seine Karriere bei Amica Wronki. In der Saison 2003/04 debütierte er in der Ekstraklasa. 2006 wechselte er zu Lech Posen. Hier konnte er sich aber nicht durchsetzen und wurde in der Hinrunde der Saison 2006/07 an Widzew Łódź und in der Rückrunde an Jagiellonia Białystok ausgeliehen. Ab der Saison 2007/08 spielte er wieder für Lech Posen, jedoch nur für die zweite Mannschaft in der separaten Nachwuchsliga Młoda Ekstraklasa. Ab Januar 2008 war Filip Burkhardt auf Leihbasis für den polnischen Zweitligisten Tur Turek aktiv. Im Sommer 2008 verließ er Lech Posen und wechselte zum Stadtrivalen Warta Posen. Von 2009 bis 2011 spielte er bei Arka Gdynia in der Ekstraklasa, bevor er nach dem Abstieg 2011 zu Sandecja Nowy Sącz wechselte und den Gang in die Zweitklassigkeit antrat. Im Dezember 2012 löste er dort seinen Vertrag auf, nachdem er im November 2012 suspendiert worden war. Ab Januar 2013 steht er beim polnischen Drittligisten Wisła Płock unter Vertrag. Hier hatte er mit 4 Toren in 17 Spielen auch einen Anteil am Aufstieg Wisła’s in die 2. Liga. Insgesamt spielte er in zweieinhalb Jahren 55 Mal für Wisła Płock und erzielte 11 Tore. Zur Saison 2014/15 wechselte er zurück in die Ekstraklasa zu Górnik Łęczna. Jedoch war es keine erfolgreich Zeit. In 17 Einsätzen gelang Filip Burkhardt kein einziger Treffer. 2015 wechselte er zum Zweitligisten GKS Kattowitz. Hier schoss er in 19 Zweitligaspielen 2 Tore. Nach einem kurzen Aufenthalt beim Drittligisten Olimpia Elbląg, wechselte Filip Burkhardt 2017 zum Traditionsverein ŁKS Łódź, der ebenfalls in der dritten Liga spielt. Doch schon ein Jahr später ging er weiter zu Zweitligist Bytovia Bytów.
Filip Burkhardt spielte einige Mal für verschiedene polnische U-Nationalmannschaften.

## Sonstiges
Filip Burkhardt ist der Sohn des ehemaligen polnischen Fußballspielers Jacek Burkhardt. Sein deutlich bekannterer Bruder Marcin Burkhardt spielte u. a. für Legia Warschau, IFK Norrköping, Metalist Charkiw, Jagiellonia Białystok und Tscherno More Warna und auch einige Mal für die polnische Nationalmannschaft. 